# Thiloa glaucocarpa
Thiloa glaucocarpa é uma planta nativa do Brasil e da Bolívia.